# 박찬영 (권투 선수)
박찬영'(朴讃榮, Chan-Yong Park, 1963년 6월 10일 ~ )은 대한민국의 전 권투 선수이다. 전 세계복싱협회(WBA) 밴텀급 챔피언. 프로 통산 전적 33승(16KO)5패2무.1980년 11월 18일 프로 데뷔.

## 생애
1987년 5월 24일 WBA 밴텀급 챔피언 등극. 1차 방어 실패. 1992년 3월 31일 경기를 마지막으로 은퇴.